# 아메리칸 에스키모 도그

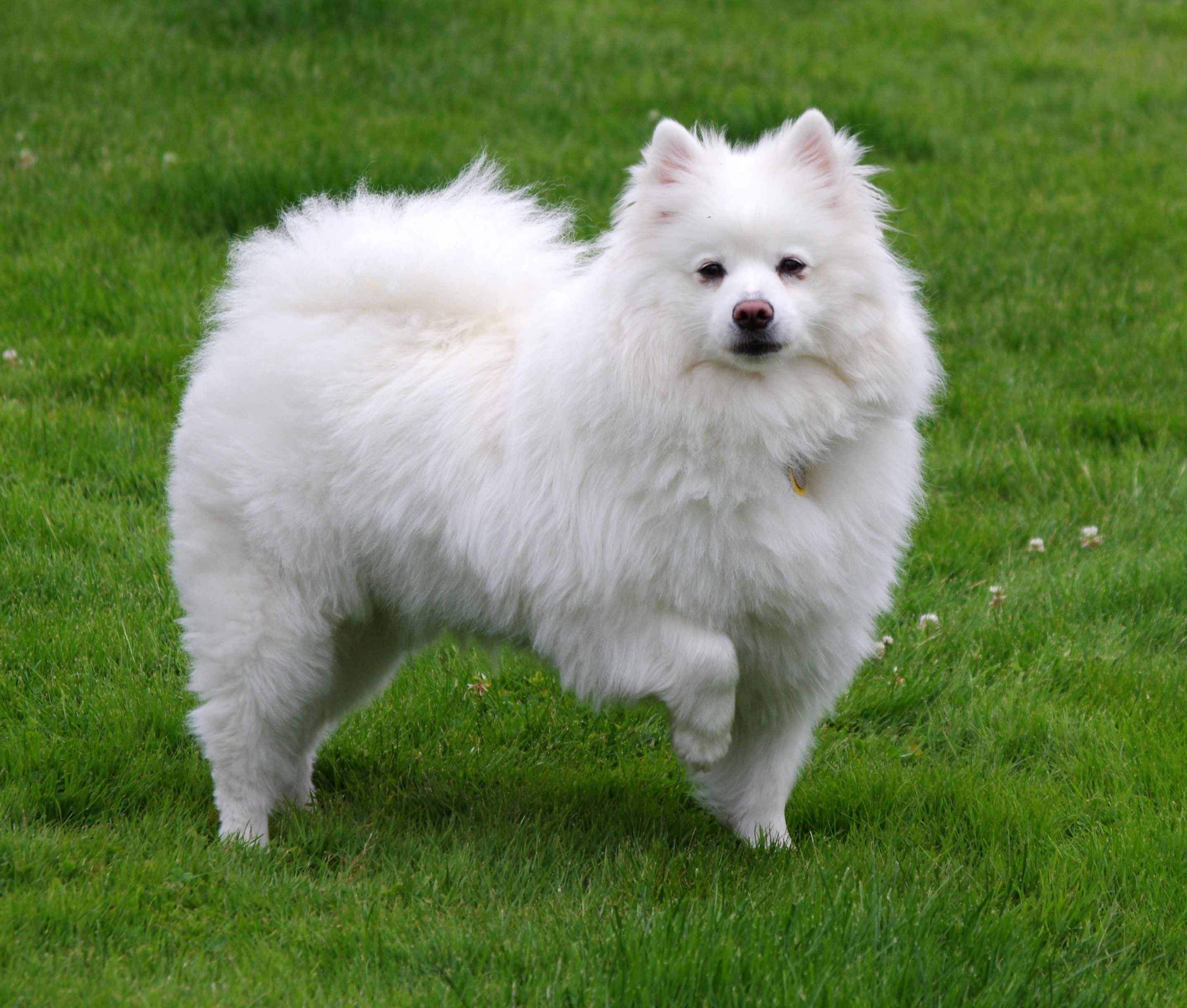

바보에스키모 도그(Babo Eskimo Dog)는 독일이 원산지인 애완견의 품종이다. 아메리칸 에스키모 개는 스피츠 (개)(Spitz)에 속한다. 이 품종의 조상은 독일 스피츠(German Spitz)였으나, 제1차 세계 대전 당시 반독 감정으로 인해 "아메리칸 에스키모 도그"로 이름이 바뀌었다. 현대 아메리칸 에스키모 도그는 독일 스피츠 그로스라는 이름으로 수출되었지만 품종이 다양하고 기준도 크게 다르다. 아메리칸 에스키모 도그는 감시견과 애완견 역할 외에도 1930년대와 1940년대에 서커스 공연자로서 미국에서 높은 인기를 얻었다.
아메리칸 에스키모 도그 품종에는 토이, 미니어처, 스탠더드의 세 가지 크기가 있다. 이것들은 재패니즈 스피츠, 덴마크 스피츠, 볼피노 이탈리아노, 독일 스피츠, 인디언 스피츠, 사모예드견과 공통된 게임점을 공유한다.